# Thailandia ai Giochi della XIX Olimpiade
La Thailandia partecipò ai Giochi della XIX Olimpiade che si sono svolti a Città del Messico dal 12 al 27 ottobre 1968, con una delegazione di 41 atleti impegnati in sei discipline: calcio, ciclismo, pugilato, sollevamento pesi, tiro e vela, per un totale di 18 competizioni. Fu la quinta partecipazione di questo Paese ai Giochi. Non fu conquistata nessuna medaglia.